# دلفین (شبیه‌ساز)
دلفین نام شبیه‌سازی متن‌باز برای نینتندو گیم‌کیوب و وی است که برای سیستم‌عامل‌های ویندوز مایکروسافت، لینوکس و مک اواس اکس (بر پایهٔ اینتل) عرضه شده‌است. این نخستین شبیه‌سازی است که قادر به اجرای بازی‌های تجاری گیم‌کیوب نینتندو و وی و تنها شبیه‌ساز قادر به اجرای بازی‌های تجاری وی است. نام آن اشاره به «نینتندو دالفین» دارد که کد نام توسعه‌ای گیم‌کیوب بود.